# 7597 Сіґемі
7597 Сіґемі (7597 Shigemi) — астероїд головного поясу, відкритий 14 квітня 1993 року.
Тіссеранів параметр щодо Юпітера — 3,270.
Названо на честь Сіґемі (яп. しげみ(重美) сіґемі).